# Helina inducta
Helina inducta este o specie de muște din genul Helina, familia Muscidae. A fost descrisă pentru prima dată de Walker în anul 1861. Conform Catalogue of Life specia Helina inducta nu are subspecii cunoscute.